# 格拉比夫 (伊奇尼亞區)
50°46′0″N 32°15′17″E / 50.76667°N 32.25472°E
格拉比夫（烏克蘭語：Грабів），是烏克蘭北部的村莊，隸屬切爾尼希夫州的普里盧基區。該村始建於1750年，面積1.27平方公里，海拔高度132米，2001年人口182，人口密度每平方公里143.65人。